# 牛奶子
牛奶子（学名：[Elaeagnus umbellata] 错误：{{Lang}}：文本有斜体标记（帮助））又名小叶胡颓子、夏茱萸、唐茱萸、秋茱萸、甜枣、剪子果、秋胡颓子，为胡颓子科胡颓子属下的一种落葉灌木，高度可達4米，果實可以食用，也可作為觀賞植物栽培，分佈于東亞及印度。

## 扩展阅读
- 維基物種上的相關：小叶胡颓子